# The Man in the Bottle
The Man in the Bottle este episodul 38 al serialului american Zona crepusculară. A fost difuzat inițial pe 7 octombrie 1960 pe CBS.

## Intriga
O bătrână sărmană îl vizitează pe Arthur Castle, un negustor de antichități, pentru a-i vinde o sticlă de vin descoperită într-un coș de gunoi. Obiectul este lipsit de valoare, dar acesta o cumpără de milă în schimbul unei sume mici. Ulterior, acesta află că sticla conține un duh, care este dispus să-i împlinească proprietarului și soției sale patru dorințe. La început, cei doi îi cer să repare sticla spartă a unui dulap pentru a-și dovedi puterea, iar apoi își doresc un milion de dolari în numerar. După ce își împart banii cu prietenii lor, un angajat al Internal Revenue Service⁠(d) vizitează magazinul și le înmânează o factură fiscală; odată plătită, aceștia rămân cu 5 dolari.
Duhul îi avertizează că fiecare dorință are consecințe și că trebuie să cugete cu atenție înainte să-și dorească ceva. Negustorul decide că vrea să fie liderul puternic - unul care nu poate fi dat jos din funcție - al unei țări contemporane. În următorul moment, Arthur Castle este transformat în Adolf Hitler și se trezește în Führerbunker, în ultimele zile ale celui de-Al Doilea Război Mondial; unul dintre subordonații săi îi aduce o fiolă cu cianură pentru a-și curma viața. Disperat, Castle își dorește să revină la vechea sa viață și aruncă fiola pe podea.
Într-o clipă, dorința finală a lui Castle este îndeplinită și reapare în magazinul său, unde sticla de vin zace spartă pe podea. Acesta și soția sa nu obțin nimic de pe urma celor întâmplate, cu excepția unui dulap reparat - pe care negustorul îl sparge din greșeală în timp ce mătură - și un nou sens al vieții. Acesta aruncă bucățile de sticlă într-un coș de gunoi din fața magazinului; odată aruncată, acesta revine la forma inițială, așteptând ca altcineva să o găsească și să elibereze duhul.